# Josef Jakob Kalwo
Josef Jakob Kalwo sau Yossef Yaacov Calvo (în ebraică: יוסף יעקב קאלבו, n. circa 1800 Timișoara - 30 septembrie 1875 Viena) a fost un ziarist, scriitor și poet popular și umorist austriac, evreu sefard originar din Banat, care a scris în limba iudeo-spaniolă (judezmo sau ladino).A fost un pionier al scrierii umoristice în limba ladino.

## Biografie
Născut în obștea evreilor sefarzi din Timișoara, pe atunci în Imperiul Austriac, s-a stabilit ulterior, prin anii 1830, la Viena, unde a fost membru în comunitatea locală a evreilor spanioli sau „turci”. De profesie a fost negustor de găini și de apă gazoasă, meserii din care s-a întreținut. 
A început să se facă cunoscut în presa de limba ladino din Viena începând din anii 1860. A fost vreme de câțiva ani redactor la gazeta lui Semo. Între anii 1861-1872 a fost redactor la gazeta lui Semo, „El Korreo de Viena” și a colaborat intens la publicația „Guerta de estorya” (Grădina de istorie) și la suplimentul literar „El Trezoro de la Kaza”, și ele conduse și editate de Semo.Împreună cu Shem Tov Semo a redactat în anul 1864 și gazeta „El Dragoman” (Traducătorul). Kalwo a redactat la Viena și periodicul „El Nasyonal”, tipărit în alfabet latin,precum si buletinul festiv „Rizi Bizi” (1867).
Pe urmele lui Shem Tov Semo, Kalwo a susținut la un moment dat ideea reispanizării limbii iudeo-spaniole și utilizarea alfabetului latin, în 1866 afirmând că spaniola (castiliana modernă) ar putea înlocui treptat limba ladino în cercurile evreilor sefarzi (în articolul "A los djidiós espanyoles ke en todo el mundo" în „El Nasyonal”). A renunțat la această idee, ea nefiind populară. Cu timpul, evreii spanioli au înlocuit limba ladino sau au folosit-o paralel cu limba oficială a țării, în cazul Austriei, cu germana. 
Josef Jakob Kalwo a fost căsătorit cu Babette Baruch (1814-1879). Au avut trei copii: Jakob (n.1835), Leopold (n.1840) și Abraham (n.1842). A murit în 1875 și a fost înmormântat la cimitirul Währinger din Viena.

## Scrieri
- „Roscas[2]de Purim” - para nașim e anașim (pentru femei și bărbați)- culegere de aforisme, anecdote, poezioare etc cu prilejul sărbătorii vesele de Purim - publicată în periodicele lui Shem Tov Semo - 1864
- rubrici permanente în suplimentul denumit „Sala de Pasatyempo” (Sala de distracții)
  - „Cartas bovas” („Scrisori idioate”) - ale halvagiului (Halvagi Bași) Hedji, către soția sa, Medji, satire la adresa societății contemporane
  - Djohayadas (De-ale lui Djohà și Djohaikos, fiul său) - snoave despre Djohà, versiunea sefardă și maghrebiană a personajului Nastratin Hogea